# Fristen er 12 uger - orientering om abort
|  | Denne artikel er oprettet af botten Steenthbot ud fra en ekstern database. Den kan derfor have sproglige fejl eller mangler. Denne skabelon kan fjernes efter kontrol af indholdet. |

Fristen er 12 uger - orientering om abort er en dansk dokumentarfilm fra 1976 instrueret af Margot Christensen efter eget manuskript.

## Handling
En interviewfilm med 6 gravide teenagere, som alle har søgt abort, men endnu ikke har fået indgrebet foretaget.